# Polana na Stołach

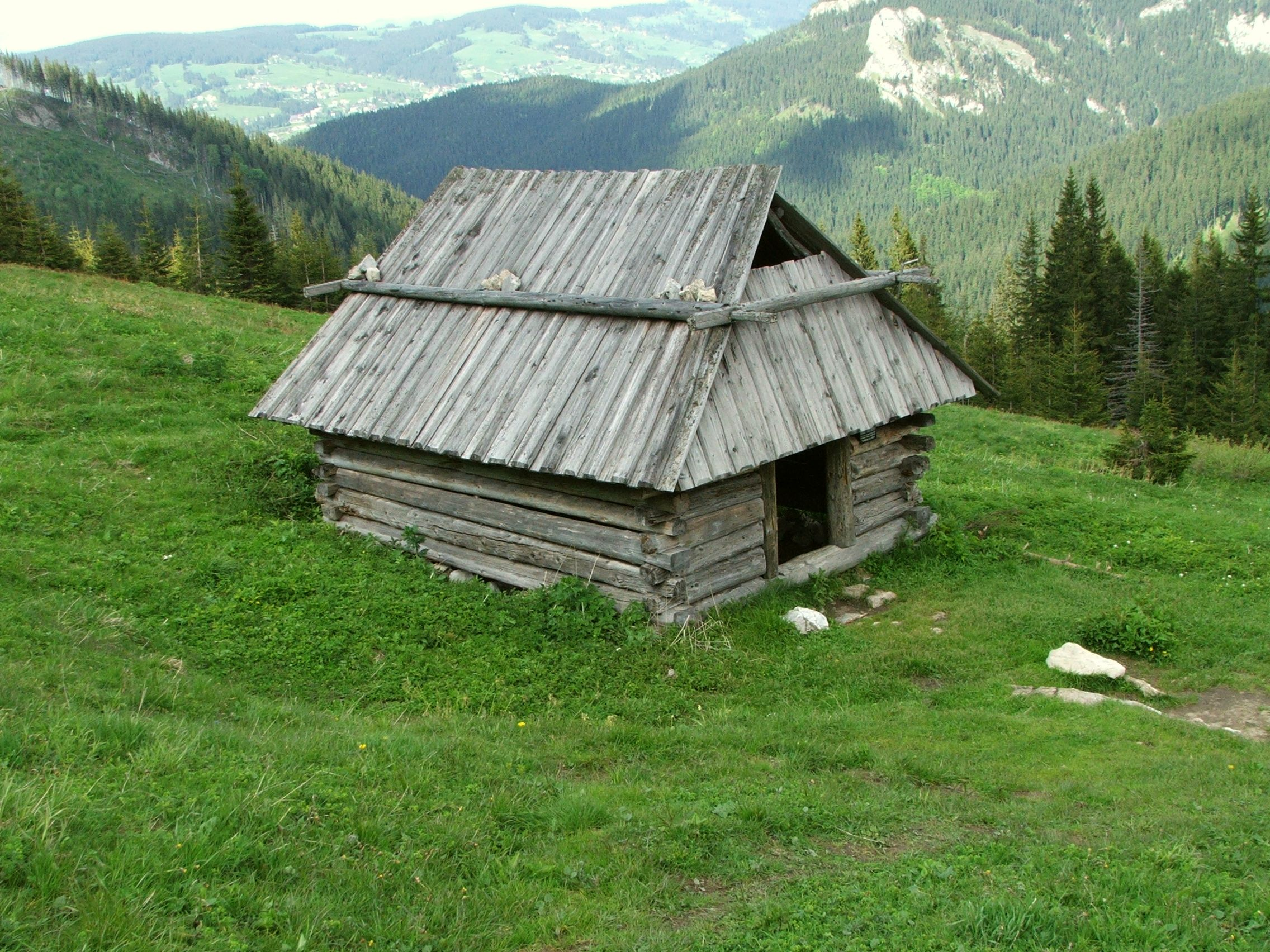
Szałas na Polanie na Stołach

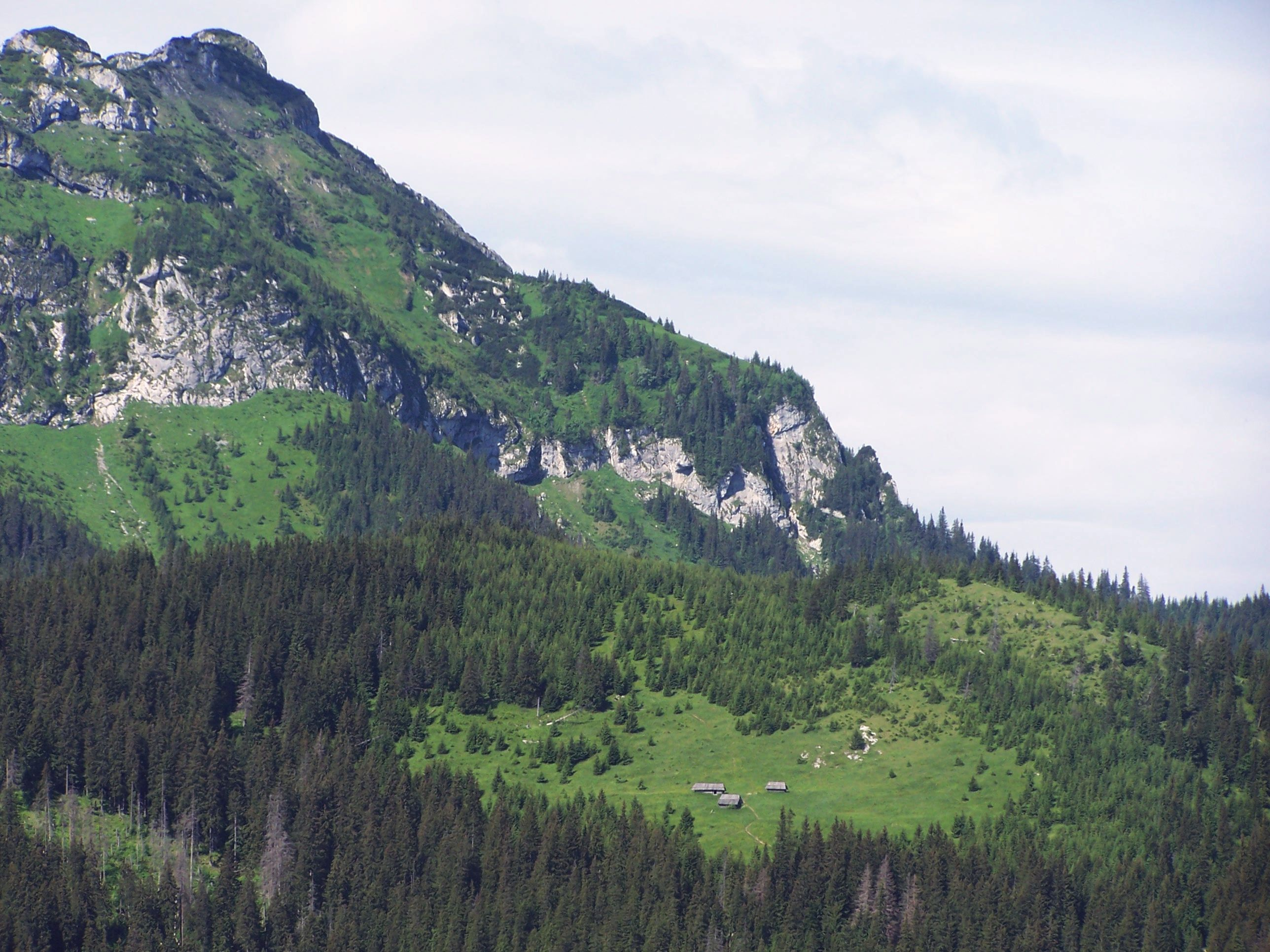
Polana na Stołach (widok z polany Upłaz)

Polana na Stołach lub krótko Stoły – wysokogórska polana leżąca na Stołach – niewielkim wapiennym masywie górskim w Tatrach Zachodnich, nad Doliną Kościeliską. Znajduje się na grzbiecie oraz wschodnim, stromym stoku, na średniej wysokości około 1300–1360 m.
Dawniej była użytkowana pastersko, była częścią Hali Stoły. Według danych z dzieła „Pasterstwo Tatr Polskich i Podhala” (t. VI – mapa) w 1956 r. znajdowało się na niej 5 zabudowań pasterskich. W 1975 r. istniały już tylko 3 zabudowania: jeden szałas (bacówka) i 2 szopy inwentarskie.
Pasący na tej polanie nazywani byli zastolany lub zastolanie. W jednym z szałasów ukrywał się w 1944 r. jeden z przywódców Goralenvolku – Wacław Krzeptowski. Istniejące obecnie na polanie wspomniane 3 budowle (jedna bacówka i dwie szopy) podlegają ochronie (są umieszczone w krajowym rejestrze zabytków). Są to drewniane budynki konstrukcji wieńcowej, o dość wysokich zrębach (powyżej 5 płazów), z charakterystycznymi dachami, zabezpieczonymi przed silnymi wichurami za pomocą tzw. wiaternic – ram drewnianych leżących na dachu i obciążonych kamieniami. W niższej, dolnej części, nazywanej dojarnikiem, dojono owce, a także przetrzymywano je podczas zimnych nocy.
Po zniesieniu wypasu tereny polany stopniowo zarastają lasem. W 1955 r. polana miała powierzchnię ok. 11 ha, ale do 2004 w wyniku zarośnięcia jej powierzchnia zmniejszyła się o ok. 61%. Z rzadkich w Karpatach gatunków roślin stwierdzono występowanie złoci małej i wiechliny fioletowej.
Polana jest dobrym punktem widokowym. Widać z niej Hruby Regiel, Czerwone Wierchy i Giewont oraz na północne ściany Kominiarskiego Wierchu. Widoczny z niej jest także fałd leżący w Organach. Z górnej części polany istniała ścieżka na Suchy Wierch (10 min). Dawniej prowadził nią znakowany szlak na wierzchołek Stołów (obecnie jest zamknięty).

## Szlaki turystyczne
z Doliny Kościeliskiej. Wejście na niego znajduje się tuż obok Pośredniej Kościeliskiej Bramy, naprzeciwko Lodowego Źródła. Odległość 2 km, różnica wzniesień 460 m. Po drodze mijamy niewielką polanę Niżnie Stoły. Jest to pierwszy znakowany szlak turystyczny w Tatrach Zachodnich, wyznaczony jeszcze w 1892 r. przez Mieczysława Karłowicza. Czas przejścia: 1:10 h, ↓ 55 min.